# Káldor Adolf
Káldor Adolf, Kohn (Modor, 1882. augusztus 10. – Auschwitzi koncentrációs tábor, 1944. július 12.) főorvos.

## Életútja
Kohn Jakab és Schaar Julianna fia. 1899-ben Kohn családi nevét Káldorra változtatta. Középiskoláit és az egyetemet Budapesten végezte, ahol 1906-ban orvostudományi oklevelet nyert. Tanulmányainak befejezése után a pécsi közkórház orvosa lett, majd 1908-ban mint segédorvos a budapesti Szent István Kórházban működött. 1909-ben Budafokon orvosi rendelőt nyitott. Az első világháború alatt mint főhadnagy orvos harctéri szolgálatot teljesített és számos kitüntetésben részesült. 1916-ban községi orvossá választották, 1928-ban tisztiorvosi képesítést nyert és Budafok várossá való átalakulása után mint városi főorvos működött. A Csecsemőgondozó Intézet létesítésében tevékeny részt vett. 1917. április 24-én Budapesten, a Józsefvárosban házasságot kötött Herzfelder (Hercfelder) Borbálával, aki 1893-ban Gyöngyösön született Herzfelder József és Deutsch Teréz leányaként. Egy fiuk született, Imre (1920–1982). Zsidó származása miatt 1944-ben Káldor Adolfot feleségével együtt elhurcolták. Befolyásos emberek figyelmeztették, hogy meneküljön, azonban riogatásnak gondolta a zsidóüldözésről szóló híreket. A budafoki lakosok megszervezték a mentését, ő nem volt hajlandó azt elfogadni, bízva az emberi jóindulatban. Auschwitzban lelte halálát feleségével együtt 1944. július 12-én. Imre fiukat együtt bujtatták el a budafoki németek és pincemunkások. A második világháború után az ELZETT Művek tulajdonosának lányát vette nőül, majd kivándorolt Ausztráliába, s ott mint egyetemi tanár működött.

## Emlékezete
Nevét viseli Budafokon a Káldor Adolf utca, róla nevezték el 2014-ben az általa alapított szakrendelőt, mely előtt 1969 óta szobra is áll (Schaár Erzsébet Munkácsy Mihály-díjas budafoki szobrászművész alkotása).